# L'Ami du Chambertin
L’Ami du Chambertin est un fromage à pâte molle à croûte lavée ayant la forme d'un cylindre de neuf centimètres de diamètre et de quatre centimètres de haut.
Créé en 1950 par Raymond Gaugry, c'est une marque commerciale déposée. Elle fait référence au chambertin. Ce fromage industriel est fabriqué par la fromagerie Gaugry à Brochon en Côte-d'Or. Cette fromagerie fabrique également de l'époisses.

## Description
Fromage à pâte molle et croûte lavée. Cette entreprise utilise un format de 200 grammes depuis 2014. Ses arômes sont forts. Sa croûte rouge/orangée est fine et plissée. Sa pâte présente une texture souple.

## Fabrication
Cette société le fabrique à partir de lait cru ou de lait pasteurisé. 
L'affinage dure au minimum quatre semaines au cours desquelles il est lavé au marc de Bourgogne (eau additionnée de marc de Bourgogne).
Les lavages successifs au marc confèrent à la croûte une couleur rouge/orangée. Le développement des brévibacterium Linens apporte cette couleur à la croûte du fromage.

## Consommation
C'est un fromage typé, à texture fine et crémeuse sous la croûte, légèrement crayeuse à cœur. 